# Ryan van den Akker

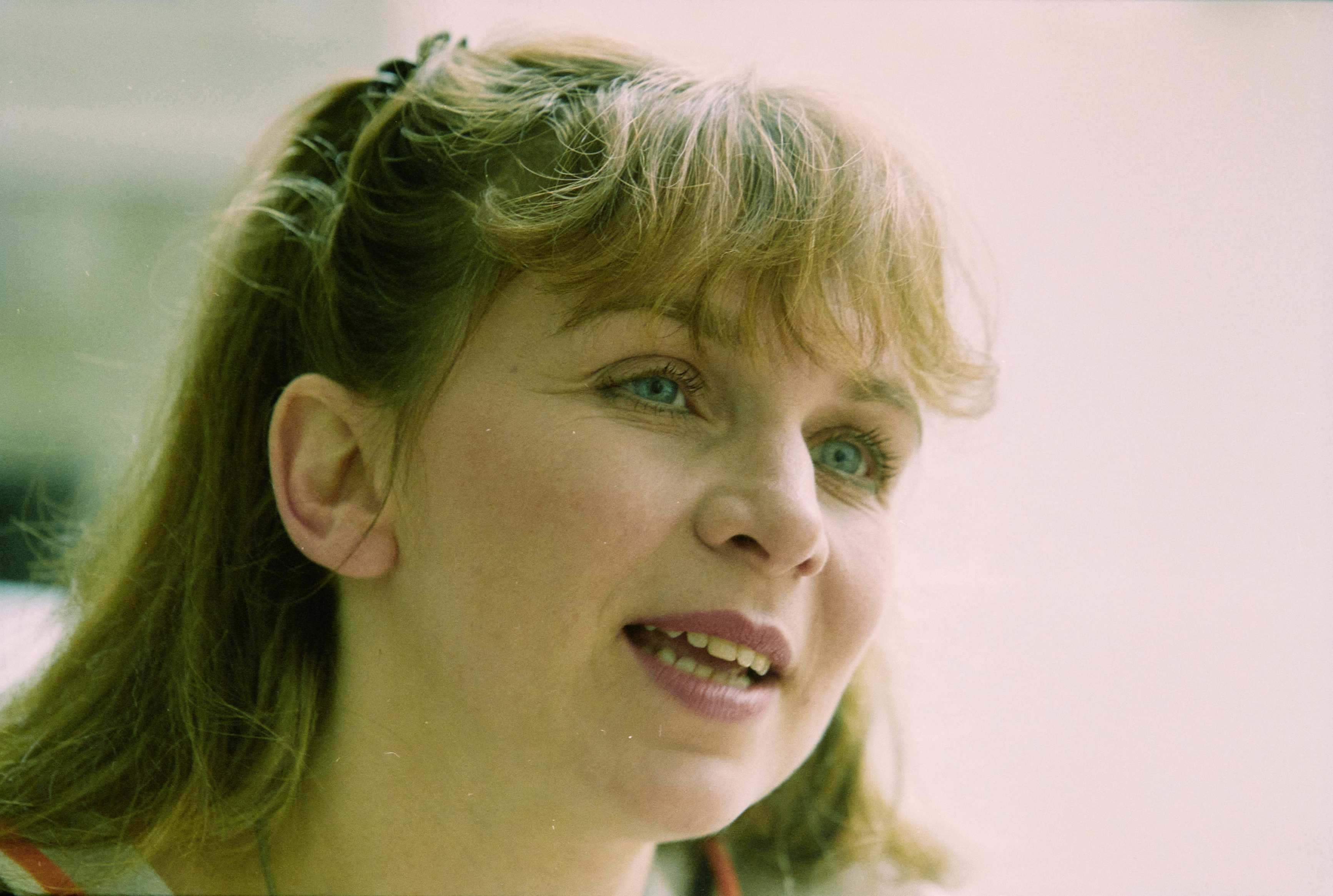
Ryan van den Akker, 2001

Hendrina Adriana Maria „Ryan“ van den Akker (* 12. August 1960 in Beek en Donk, Gemeinde Laarbeek, Niederlande) ist eine niederländische Sängerin und Synchronsprecherin.

## Leben
Sie ist bekannt für ihre Stimme, die für die Comic-Ente Alfred Jodocus Kwak verwendet wurde. Sie nahm am niederländischen National Contest 1998 (nationaler Vorentscheid für den ESC) mit dem Song Over in einem Duett mit Lone van Roosendaal teil. Die beiden belegten mit 48 Punkten den fünften Platz. Im August 2012 nahm Van den Akker an der Show Voice of Holland teil.
Van den Akker lebt in Maastricht. Sie hat zwei Kinder aus einer früheren Beziehung: Tochter Marie (* 1996) und Sohn Wybe (* 2000). Im Oktober 2008 wurde bekannt, dass van den Akker ihren Freund, Jephte Lafour, heiraten wollte.

## Theater

### Musicals
- 1991–1993: Tsjechov (als Lika)
- 1992–1994: Cyrano de Musical (als Roxane)
- 1994–1996: My Fair Lady (als Eliza Doolittle)
- 1997–1998: De Jantjes (als Jans)
- 1999–2001: Elisabeth (als Elisabeth)
- 2000–2001: Rex de Musical (als Joke)
- 2002–2003: Aspects of Love (als Rose)
- 2006–2007: Pol de Musical

### Schauspiel
- Diverse Rollen am Het Zuidelijk Toneel
- Diverse Rollen am Theater van het Oosten
- Diverse Rollen am Theater Eldorado
- Diverse Rollen am RO-Theater

## Synchronrollen
- 1989–1990: Alfred J. Kwak
- 1991–1993: We zijn weer thuis
- 1992–1995: Bureau Kruislaan
- 2012: The Voice of Holland